# Xíling de l'Àfrica Oriental

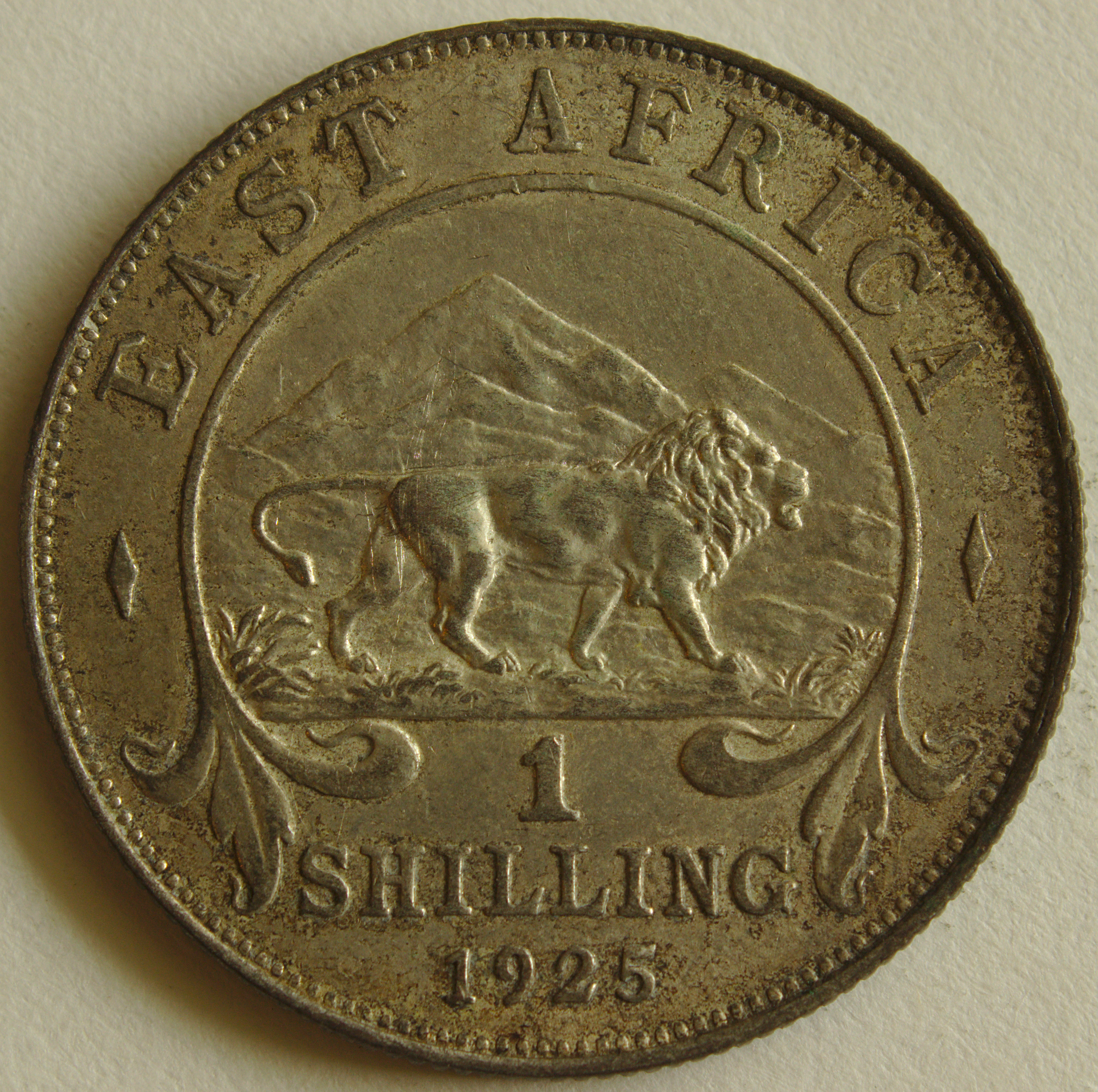
Revers de la moneda d'1 xíling de 1925.

El xíling de l'Àfrica Oriental (en anglès East African shilling o, simplement, shilling) fou la unitat monetària usada de 1921 a 1969 als territoris de l'Àfrica oriental sota control britànic. Era emès per l'Institut Monetari de l'Àfrica Oriental (East African Currency Board). Es dividia en 100 cèntims (cents).
Amb aquest nom es coneix també la moneda comuna que la Comunitat de l'Àfrica Oriental pensa introduir el 2024, ja que anteriorment s'havia planejat emetre-la ja els anys 2012 i 2015 sense que s'acabés implantant, i que aplegaria Kenya, Tanzània, Uganda, Ruanda i Burundi. Els membres de la futura unió monetària es dotarien també d'una constitució i formarien la Federació de l'Àfrica Oriental.

## Història
El xíling de l'Àfrica Oriental fou introduït a Kenya, Tanganyika (actualment la part continental de Tanzània) i Uganda el 1921, en substitució de l'efímer florí a raó de 2 xílings per florí. La moneda tenia un canvi fix respecte al xíling de la lliura esterlina. El 1936, Zanzíbar es va incorporar a l'institut monetari emissor i la seva rupia fou substituïda a raó d'1,5 xílings per rupia. Quan les colònies britàniques van accedir a la independència, el xíling de l'Àfrica Oriental fou substituït pels xílings respectius: el xíling kenyà, el xíling tanzà i el xíling ugandès.
El xíling també es va usar als territoris d'Aràbia controlats pels britànics (la colònia i el protectorat d'Aden, actualment part del Iemen) a partir del 1951, en substitució de la rupia índia, el tàler de Maria Teresa i altres monedes estrangeres. El 1965 fou substituït pel dinar del Iemen del Sud a raó de 20 xílings per dinar.
Aquesta moneda també es va fer servir en parts del que ara és Somàlia, Etiòpia i Eritrea quan es trobaven sota control britànic. Abans del 1941, aquests territoris, que aleshores conformaven l'Àfrica Oriental Italiana, usaven la lira de l'Àfrica Oriental Italiana. L'any 1941, de resultes de la Segona Guerra Mundial, el Regne Unit va tornar a controlar la regió i hi va introduir el xíling, a raó de 24 lires per xíling. La Somàlia Italiana fou retornada a Itàlia el 1949 com a fideïcomís de les Nacions Unides i va adoptar el somalo, a un canvi paritari amb el xíling. La Somàlia Britànica va obtenir la independència el 1960 i es va unir a l'antiga Somàlia Italiana per crear l'estat de Somàlia, que va crear el seu propi xíling, també a un canvi 1:1. Etiòpia va aconseguir la independència el 1941 gràcies a l'ajut britànic i també va començar a usar el xíling. Va coexistir amb el tàler de Maria Teresa, la rupia índia i la lliura egípcia fins no se sap exactament quan. La plena sobirania etíop es va assolir el 1944, i el 1945 es va reintroduir el birr, a raó de dos xílings per birr. Eritrea fou presa als italians el 1941, i el 1942 va començar a usar el xíling, juntament amb la lliura egípcia, en substitució de la lira. Quan Eritrea es va federar amb Etiòpia el 1952 també va adoptar el birr, que ja s'usava a Etiòpia.